# 佩诺诺梅
佩诺诺梅，巴拿马中部城市，科克莱省首府。总人口21,748 (2010年)。

## 历史
佩诺诺梅于1581年建城。该城得名“penó Nomé”。诺梅“Nome”是当地一个美洲部落首领的名字。“Penó Nomé”意为 "Nome被处决"。1671年，亨利·摩根洗劫巴拿马城后，佩诺诺梅曾一度作为巴拿马首都。

## 交通
泛美公路中美洲段经过佩诺诺梅。